# Список країн за експортом нафти

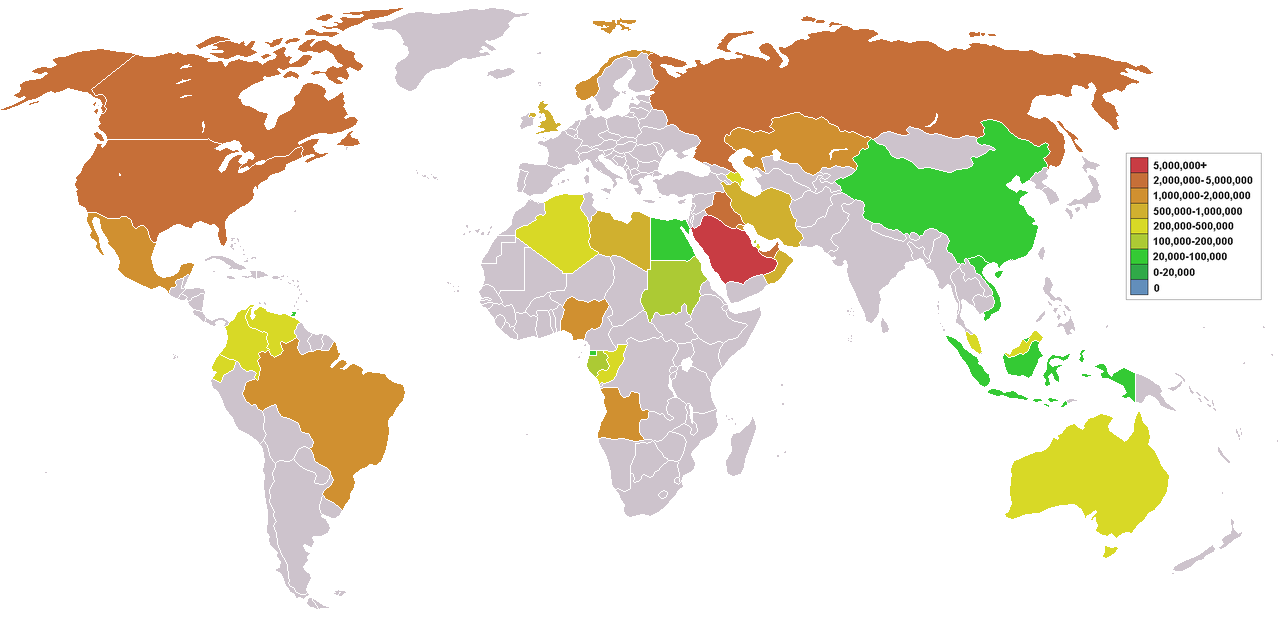
Карта світу з позначеними країнами-експортерами нафти (станом на 2022 рік)

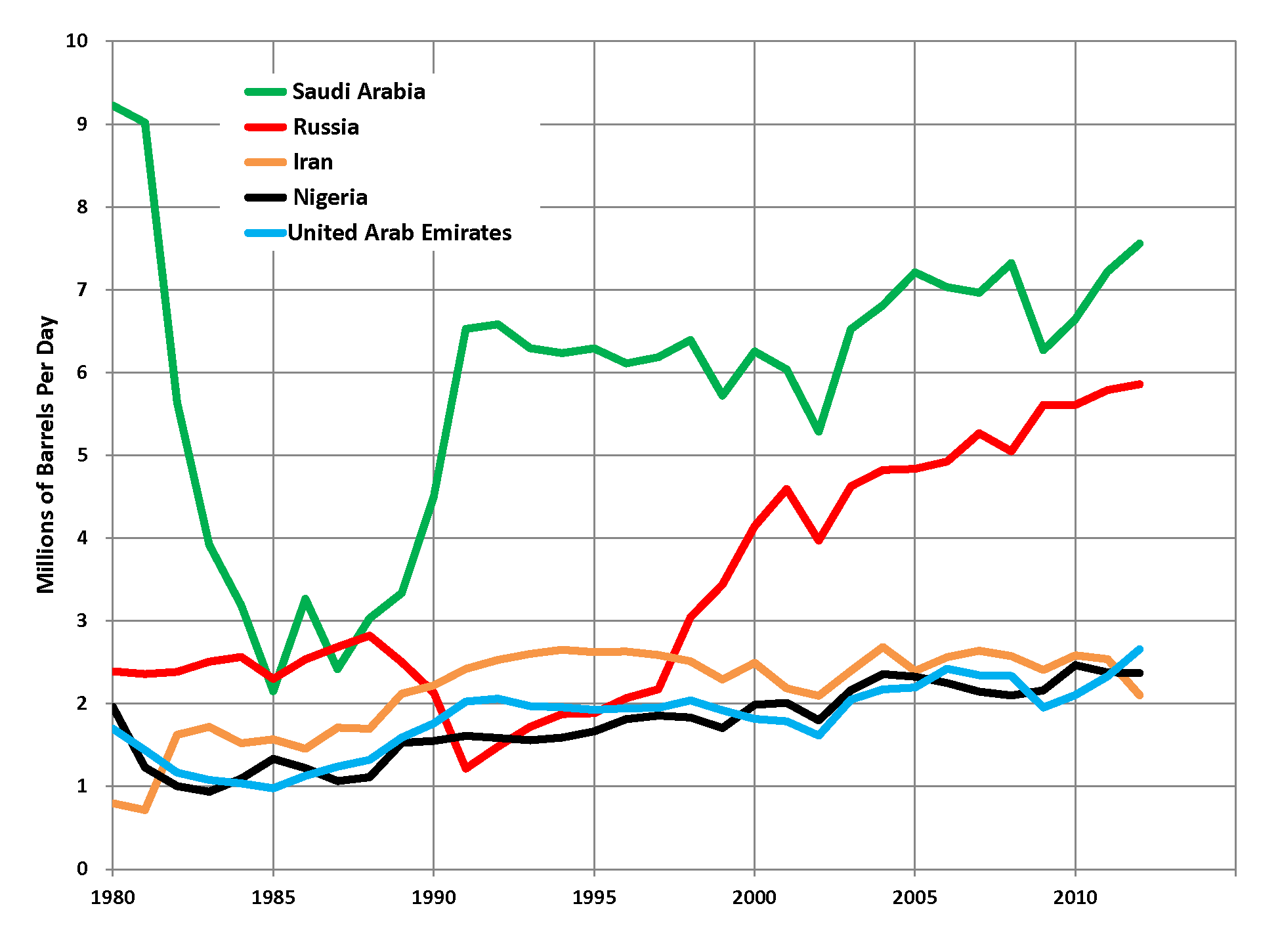
Коливання експорту нафти серед п'яти країн-лідерів (1980—2012)

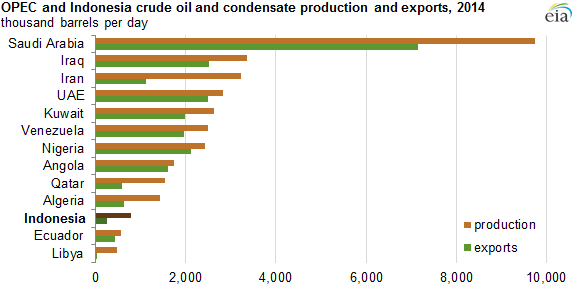
Виробництво та експорт нафти серед країн-членів ОПЕК

У цьому рейтингу країн-експортерів нафти відображені об'єми середньоденного експорту нафти. Дані відповідно до Всесвітньої книги фактів та інших ресурсів. Багато країн також імпортують нафту, зокрема імпортують більше аніж експортують.
За підсумками 2022 року, згідно повідомлення компанії Bloomberg, поставки нафти з Росі́йської Федерації у грудні впали до найнижчого рівня за весь 2022 рік. Загальні морські перевезення по країні впали на 117 тисяч барелів на день – до 2,615 мільйонів барелів у середньому за чотири тижні. Взагалі, чотиритижневі середні вантажі впали на 600 000 барелів на день за вісім тижнів. Цьому сприяли санкції Євросоюзу на імпорт російської нафти, а також введення цінової межі відносно неї.

## Рейтинг
| Місце | Країна               | Об'єми експорту (барелів/день) | Рік         |
| ----- | -------------------- | ------------------------------ | ----------- |
| 1     | Саудівська Аравія    | 8 300 000                      | 2018 оцінка |
| 2     | Росія                | 5 225 000                      | 2018 оцінка |
| 3     | Ірак                 | 3 301 000                      | 2016        |
| 4     | Канада               | 3 210 000                      | 2015        |
| 5     | ОАЕ                  | 2 637 000                      | 2013        |
| 6     | Нігерія              | 2 231 000                      | 2013        |
| 7     | Ангола               | 1 745 000                      | 2013        |
| 8     | Кувейт               | 1 711 000                      | 2013        |
| 9     | Венесуела            | 1 548 000                      | 2013        |
| 10    | Казахстан            | 1 466 000                      | 2013        |
| 11    | Катар                | 1 303 000                      | 2013        |
| 12    | Норвегія             | 1 255 000                      | 2013        |
| 13    | Мексика              | 1 193 000                      | 2016        |
| 14    | США                  | 1 162 000                      | 2015        |
| 15    | Алжир                | 1 146 000                      | 2013        |
| 16    | Іран                 | 1 042 000                      | 2013        |
| 17    | Велика Британія      | 862 000                        | 2015        |
| 18    | Колумбія             | 859 000                        | 2016        |
| 19    | Лівія                | 834 100                        | 2013        |
| 20    | Оман                 | 806 000                        | 2013        |
| 21    | Бразилія             | 619 100                        | 2010        |
| 22    | Еквадор              | 413 000                        | 2013        |
| 23    | Індонезія            | 338 100                        | 2010        |
| 24    | Екваторіальна Гвінея | 319 100                        | 2010        |
| 25    | Австралія            | 314 100                        | 2010        |
| 26    | Південний Судан      | 291 800                        | 2010        |
| 27    | Республіка Конго     | 290 000                        | 2011        |
| 28    | Малайзія             | 269 000                        | 2012        |
| 29    | Габон                | 225 300                        | 2010        |
| 30    | В'єтнам              | 188 000                        | 2012        |
| 31    | Ємен                 | 175 200                        | 2010        |
| 32    | Данія                | 155 200                        | 2010        |
| 33    | Бахрейн              | 152 600                        | 2012        |
| 34    | Сирія                | 152 400                        | 2010        |
| 35    | Бруней               | 147 900                        | 2010        |
| 36    | Чад                  | 125 700                        | 2010        |
| 37    | Судан                | 97 270                         | 2010        |
| 38    | Аргентина            | 90 920                         | 2010        |
| 39    | Східний Тимор        | 87 000                         | 2010        |
| 40    | Єгипет               | 85 000                         | 2010        |
| 41    | Куба                 | 83 000                         | 2012        |
| 42    | Туніс                | 77 980                         | 2010        |
| 43    | Тринідад і Тобаго    | 75 340                         | 2010        |
| 44    | Туркменістан         | 67 000                         | 2012        |
| 45    | Камерун              | 55 680                         | 2010        |
| 46    | Нова Зеландія        | 47 290                         | 2010        |
| 47    | Нідерланди           | 35 500                         | 2013        |
| 48    | КНР                  | 33 000                         | 2013        |
| 49    | Таїланд              | 32 200                         | 2011        |
| 50    | Кот-д'Івуар          | 32 190                         | 2010        |
| 51    | Папуа Нова Гвінея    | 28 400                         | 2010        |
| 52    | Албанія              | 23 320                         | 2013        |
| 53    | ДР Конго             | 22 240                         | 2010        |
| 54    | Філіппіни            | 20 090                         | 2010        |
| 55    | Греція               | 17 020                         | 2010        |
| 56    | Перу                 | 15 610                         | 2012        |
| 57    | Німеччина            | 14 260                         | 2010        |
| 58    | Гватемала            | 10 960                         | 2010        |
| 59    | Естонія              | 7 624                          | 2010        |
| 60    | Суринам              | 7 621                          | 2010        |
| 61    | Мавританія           | 7 337                          | 2010        |
| 62    | Італія               | 6 300                          | 2010        |
| 63    | Монголія             | 5 680                          | 2010        |
| 64    | Беліз                | 4 345                          | 2010        |
| 65    | Польща               | 3 615                          | 2011        |
| 66    | Литва                | 2 181                          | 2010        |
| 67    | Ірландія             | 1 858                          | 2010        |
| 68    | Румунія              | 1 604                          | 2010        |
| 69    | Барбадос             | 765                            | 2010        |
| 70    | Грузія               | 531                            | 2012        |
| 71    | Чехія                | 404                            | 2010        |
| 72    | Словаччина           | 263                            | 2010        |
| 73    | Болівія              | 61                             | 2013        |

## Прибутки від експорту нафти
Науковці досліджують особливості розпоряджання прибутками від експорту нафти в різних країнах. Багато дослідників називають природні ресурси благословенням для одних країн і водночас прокляттям для інших. Дослідники проблеми прокляття ресурсів зосереджують свою увагу на ролі політичного режиму в країні правовому регулюванні сфери та ризиках побудови «сировинної» економіки. Проте незалежно від розуміння природних багатств як прокляття чи благословення більшість урядових стратегій спрямовані на використання цих природних енергоносіїв що дає статус-кво видобутку корисних копалин. Для оцінки ризиків на ринку нафти використовують індекс PRIX який передбачає вплив політичних змін на експорт нафти з найбільших країн-експортерів.